# Eorl
Eorl (2485 - 2545 T. E.) es un personaje ficticio que pertenece al legendarium creado por el escritor británico J. R. R. Tolkien y cuya historia es narrada en los apéndices de la novela El Señor de los Anillos y en la colección de relatos titulada Cuentos inconclusos de Númenor y la Tierra Media. Es un éothéod, hijo de Léod y primer rey de Rohan. Tras su muerte fue sucedido por su hijo Brego.
J. R. R. Tolkien no se presenta en sus obras como escritor de las mismas e intenta hacer creer que las historias de su legendarium ocurrieron en realidad. Por ello señala que el cuento inconcluso «Cirion y Eorl y la amistad de Gondor y Rohan», donde se narra parte de la historia de Eorl, forma parte de La crónica de Cirion y Eorl y cita las baladas y leyendas de los rohirrim como fuentes para él, de las cuales además procede todo aquello que cuenta El libro de los reyes, documento que el rey Elessar enseñó al hobbit Frodo Bolsón y del cual se basó para escribir el apéndice A de El Señor de los Anillos.

## Historia

### Primeros años
Eorl nació en el año 2485 de la Tercera Edad del Sol. Su padre Léod era el señor de Éothéod, una tierra situada entre las Montañas Nubladas y el norte del Bosque Negro, cuyos habitantes descendían de los hombres del norte y recibían el mismo nombre que el lugar. Eorl asumió el liderazgo de su pueblo con tan sólo dieciséis años, pues su padre falleció al intentar domar a un caballo salvaje. Eorl encontró al caballo, hizo que estuviera para siempre a su servicio como compensación por ello y le llamó Felaróf.

### La batalla de los Campos de Celebrant
En el año 2509 de la Tercera Edad del Sol, el senescal Cirion de Gondor descubrió que varias huestes de balchoth, hombres emparentados con los aurigas, se estaban reuniendo al sur del Bosque Negro con el fin de atacar su reino. Cirion envió a Eorl un total de seis mensajeros en grupos de dos, aunque dudaba que alguno de ellos lograra llegar hasta Éothéod debido a su lejanía y a que el camino estaba vigilado por el enemigo e incluía pasar cerca de Dol Guldur. Borondir fue el único que consiguió entregar el mensaje y Eorl accedió a ayudar a Cirion, reuniendo al total de su ejército para la expedición: siete mil jinetes armados y varios centenares de arqueros. A su paso por Dol Guldur, Eorl desvió a sus tropas hacia el oeste para evitar cualquier ataque y la elfa Galadriel les protegió desde el bosque de Lothlórien con una densa niebla.
Cuando Eorl y su ejército llegaron al Campo de Celebrant, el ejército del sur de Gondor ya había sido derrotado en El Páramo y aislado gracias al ataque combinado de los balchoth y los orcos llegados de las Montañas Nubladas. Los éothéod irrumpieron sobre la retaguardia de las tropas enemigas en la llamada batalla de los Campos de Celebrant, obligándolas a retroceder hasta el río Limclaro, expulsándolas del Páramo y derrotándolas por fin en las llanuras de Calenardhon.

### El Juramento de Eorl
Finalizada la batalla, Eorl se encontró con Cirion en la Corriente del Meiring. El senescal le concedió la tierra de Calenardhon para que se encargara de su protección, aunque la mayoría de sus habitantes habían fallecido a causa de la peste, y acordó volver a reunirse con él tres meses después. Transcurrido este tiempo, Cirion condujo a Eorl hasta Halifirien, uno de los picos de las Montañas Blancas, y allí le entregó oficialmente Calenardhon como recompensa por la ayuda prestada, a cambio de su perpetua amistad y la de sus herederos con Gondor. Eorl aceptó el regalo y ambos sellaron el acuerdo sobre la tumba del rey Elendil, que se encontraba en Halifirien, en lo que sería conocido como el Juramento de Eorl.
Eorl partió hacia Éothéod a la mañana siguiente para informar a su pueblo y llevarlo hasta Calenardhon, dejando allí a la mitad de su ejército para que la protegiera mientras tanto. Esta tierra fue rebautizada por Eorl con el nombre Marca, aunque Hallas, hijo del senescal Cirion, la llamó pocos años después Rohan («país de los caballos» en sindarin) y acabaría siendo más conocida de esta forma.